# Jisra’el ba-Alijja
Jisra’el ba-Alijja, również Israel Ba-Aliya, Yisrael Ba'aliyah (hebr.: ישראל בעלייה) – nieistniejąca już izraelska partia polityczna, skupiająca się na syjonizmie i reprezentowaniu interesów Izraelczyków pochodzących z krajów byłego ZSRR.
Partia została założona w 1996 przez Natana Szaranskiego, imigranta z Rosji. Skupiła się na sprawach przybyszy z krajów rosyjskojęzycznych – alijja to hebrajskie słowo oznaczające imigrację do Izraela. Partia ta rozpoczęła swoją działalność jako ugrupowanie centrowe, później przechodząc na bardziej „jastrzębią” pozycję.
W październiku 1999 roku dwóch deputowanych, Roman Bronfman i Aleksander Cinker, opuściło Jisra’el ba-Alijja i utworzyło bardziej lewicowe ugrupowanie, „Demokratyczny Wybór”. Bronfman później przyłączył się z tą partią do Jachadu. W 2003 Jisra’el ba-Alijja połączył się z rządzącym Likudem.

## Posłowie
14. Kneset: Marina Solodkin, Micha’el Nudelman, Natan Szaranski, Roman Bronfman, Juli-Jo’el Edelstein, Jurij Sztern, Cewi Weinberg
15. Kneset: Natan Szaranski, Juli-Jo’el Edelstein, Roman Bronfman, Marina Solodkin, Giennadij Riger, Aleksander Cinker
16. Kneset: Juli-Jo’el Edelstein, Marina Solodkin